# Bacilly
Bacilly (prononcer /basiji:/) est une commune française, située dans le département de la Manche en région Normandie, peuplée de 935 habitants.
Elle est située entre la vallée du Lerre et la vallée du Vergon. Le territoire de Bacilly est traversé par la route d'Avranches à Granville par la côte passant au village de Fougeray et par la route de Villedieu à la mer, ancienne voie montoise et saunière passant au bourg et à Fougeray.

## Géographie
La commune est au nord-ouest de l'Avranchin, à l'intérieur des terres, toute proche de la baie du Mont-Saint-Michel. Couvrant 1 588 hectares, son territoire est le plus étendu du canton de Sartilly. Son bourg est à 7 km au sud de Sartilly et à 8,5 km à l'ouest d'Avranches.
Le point culminant (75 m) se situe en limite nord-est, sur la D 41. Le point le plus bas (7 m) correspond à la sortie du Vergon — dernier affluent de la Sée — du territoire, au sud-est.
| Sartilly-Baie-Bocage (comm. dél. de Champcey) | Sartilly-Baie-Bocage (comm. dél. de Montviron) | Lolif             |
| Dragey-Ronthon                                | Bacilly                                        | Marcey-les-Grèves |
| Genêts                                        | Vains                                          | Vains             |

### Hydrographie
La commune est située dans le bassin Seine-Normandie. Elle est drainée par la Lerre, le cours d'eau 01 de Chanterre, le fossé 01 de la commune de Bacilly, le fossé 01 de Poncel, le fossé 01 des Porteaux, le fossé 01 du Fondray, le fossé 02 de la commune de Bacilly, le fossé 04 de la Vannerie, le Vergon et divers autres petits cours d'eau,.
La Lerre, d'une longueur de 18 km, prend sa source dans la commune du Grippon et se jette  dans la baie du Mont-Saint-Michel à Genêts, après avoir traversé quatre communes. 

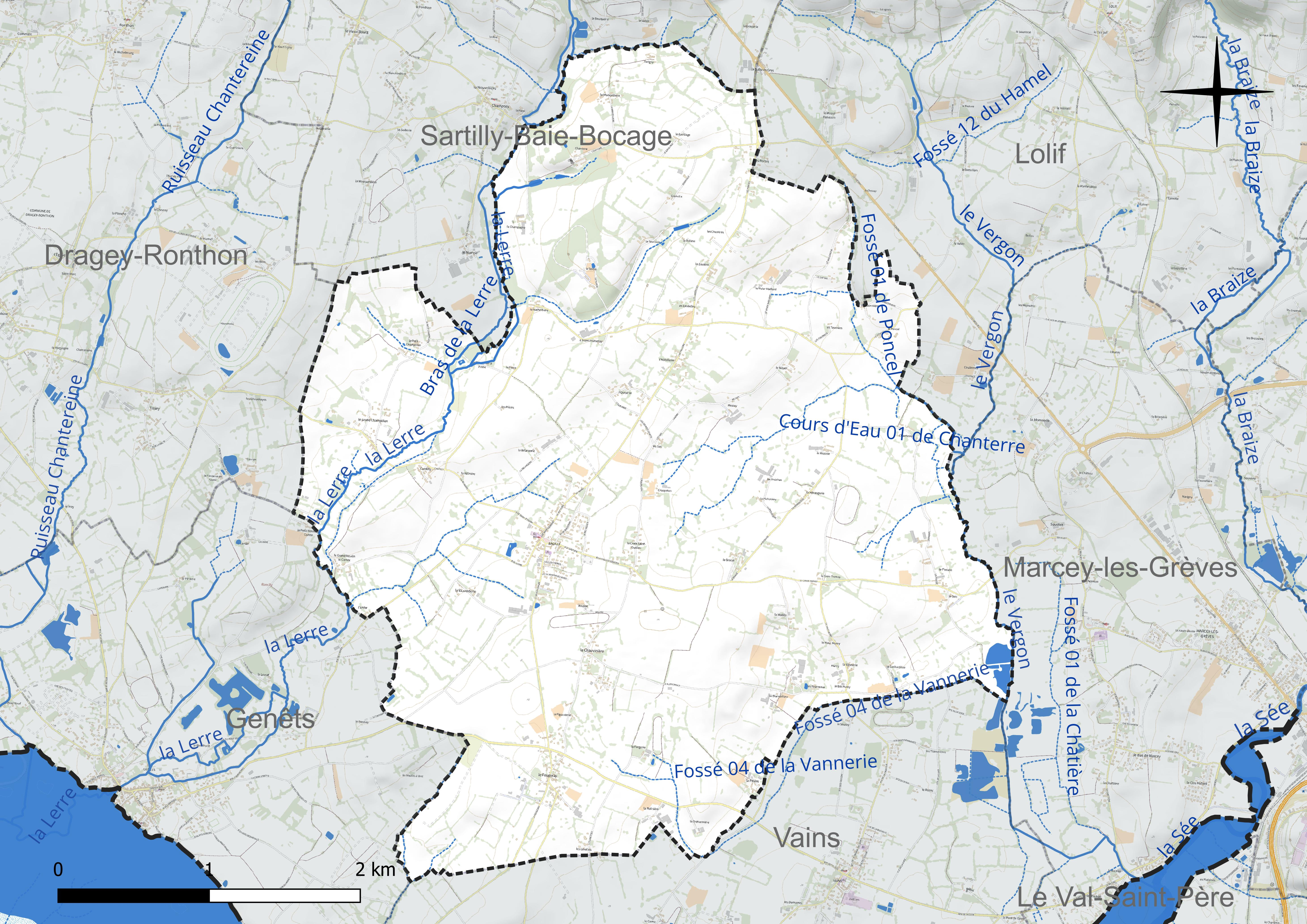
Réseau hydrographique de Bacilly.

### Climat
Pour des articles plus généraux, voir Climat de la Normandie et Climat de la Manche.
En 2010, le climat de la commune est de type climat océanique franc, selon une étude du CNRS s'appuyant sur une série de données couvrant la période 1971-2000. En 2020, Météo-France publie une typologie des climats de la France métropolitaine dans laquelle la commune est exposée à un climat océanique et est dans la région climatique  Bretagne orientale et méridionale, Pays nantais, Vendée, caractérisée par une faible pluviométrie en été et une bonne insolation. Parallèlement le GIEC normand, un groupe régional d'experts sur le climat, différencie quant à lui, dans une étude de 2020, trois grands types de climats pour la région Normandie, nuancés à une échelle plus fine par les facteurs géographiques locaux. La commune est, selon ce zonage, exposée à un « climat maritime », correspondant au Cotentin et à l'ouest du département de la Manche, frais, humide et pluvieux, où les contrastes pluviométrique et thermique sont parfois très prononcés en quelques kilomètres quand le relief est marqué.
Pour la période 1971-2000, la température annuelle moyenne est de 11,2 °C, avec une amplitude thermique annuelle de 11,9 °C. Le cumul annuel moyen de précipitations est de 806 mm, avec 13,4 jours de précipitations en janvier et 7,7 jours en juillet. Pour la période 1991-2020, la température moyenne annuelle observée sur la station météorologique la plus proche, située sur la commune de Pontorson à 17 km à vol d'oiseau, est de 11,9 °C et le cumul annuel moyen de précipitations est de 821,3 mm,. Pour l'avenir, les paramètres climatiques de la commune estimés pour 2050 selon différents scénarios d'émission de gaz à effet de serre sont consultables sur un site dédié publié par Météo-France en novembre 2022.

## Urbanisme

### Typologie
Au 1er janvier 2024, Bacilly est catégorisée commune rurale à habitat dispersé, selon la nouvelle grille communale de densité à sept niveaux définie par l'Insee en 2022.
Elle est située hors unité urbaine. Par ailleurs la commune fait partie de l'aire d'attraction d'Avranches, dont elle est une commune de la couronne,. Cette aire, qui regroupe 32 communes, est catégorisée dans les aires de moins de 50 000 habitants,.

### Occupation des sols
L'occupation des sols de la commune, telle qu'elle ressort de la base de données européenne d'occupation biophysique des sols Corine Land Cover (CLC), est marquée par l'importance des territoires agricoles (95,6 % en 2018), en diminution par rapport à 1990 (96,9 %). La répartition détaillée en 2018 est la suivante : prairies (51,8 %), zones agricoles hétérogènes (35,2 %), terres arables (8,6 %), zones urbanisées (3 %), espaces verts artificialisés, non agricoles (1,5 %). L'évolution de l'occupation des sols de la commune et de ses infrastructures peut être observée sur les différentes représentations cartographiques du territoire : la carte de Cassini (XVIIIe siècle), la carte d'état-major (1820-1866) et les cartes ou photos aériennes de l'IGN pour la période actuelle (1950 à aujourd'hui).

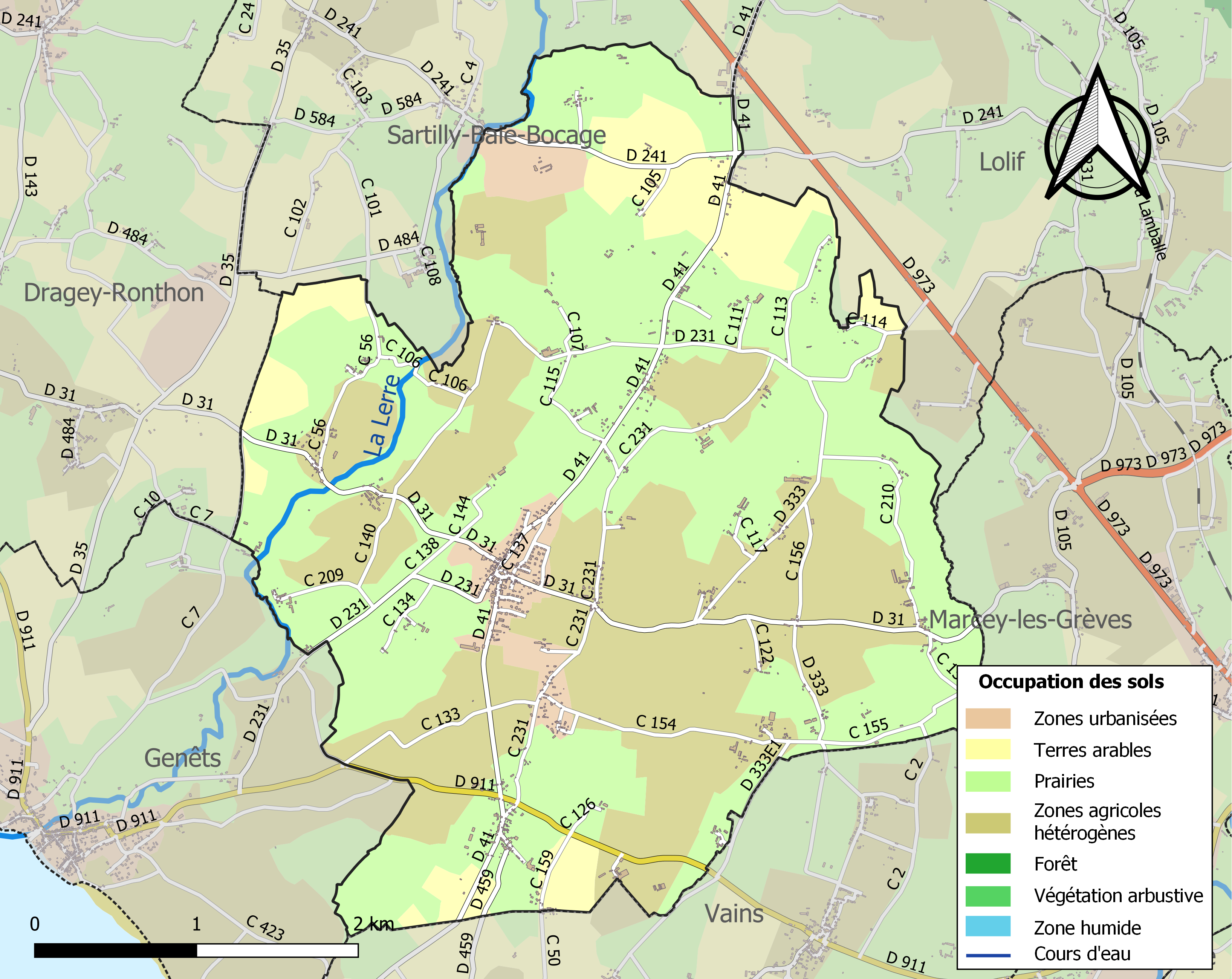
Carte des infrastructures et de l'occupation des sols de la commune en 2018 (CLC).

## Toponymie
Le nom de la localité est attesté sous la forme Bacilleio en 1066.
Le toponyme semble issu de l'anthroponyme roman Bassilius.
Le gentilé est Bacillais.

## Histoire
Sous l'Ancien Régime on trouve plusieurs fiefs à Bacilly.
- Un fief appelé Bacilly, appartenant jusqu'au treizième siècle à des seigneurs de ce nom puis acquis par l'abbaye du Mont-Saint-Michel. Il fut fieffé (concédé moyennant une rente) à Antoine Ernault.
- Le fief de Chantore, appartenant à une famille de ce nom, puis aux Thieuville, Mauny, Goyon de Matignon, Epinay. Il passa, par vente en 1511, à la famille Ernault qui le conserva jusqu'à la Révolution. Ce fief était vassal de celui de Saint-Pierre-Langers.
- Le fief de la Grande Rousselière qui semble tirer son nom de la famille Roussel, propriétaire en 1327. On trouve deux siècles plus tard la famille Guiton puis Ernault. Ce fief était en débat de tenure entre la baronnie de Moyon et la vicomté de Saint-Sauveur-Lendelin.
- Le fief de la Petite Rousselière Champagne, appartenant à Robin Roussel en 1327, on trouve ensuite les Argennes, le Boucher, le Brun, Piton. Devait relever de la Grande Rousselière.
- Le fief de Monframeray dépendant de la Grande Rousselière et réuni à ce fief avant 1614.
- Autre fief dit de Bacilly, s'étendant sur Quettreville et relevant de la baronnie de Gouville. En 1327 Jean de Méautis possède ce fief.
- Le fief de Champillon, semble d'abord avoir été uni à celui de Chavoy, possédé par la famille Breuilly. Au XVIe siècle, Champillon appartient aux Lemercier puis La Broise.
- Le fief de la Haye, sans doute possédé quelque temps par le Mont-Saint-Michel, mouvant de la baronnie de Moyon. Les Ernault furent les derniers propriétaires.
- Le fief de la Pitière Bellesme, mouvant de celui de Champcey.
- Le fief de Fougeray, dépendant du prieuré de Tombelaine, lequel appartenait à l'abbaye du Mont-Saint-Michel.

Quatre détenteurs de fiefs figurent parmi les 119 défenseurs du Mont-Saint-Michel : les seigneurs M. Roussel, L. de Cantilly et B. et C. de la Motte.
Au XVIIIe siècle, la construction du presbytère, dont l'essentiel des frais de construction impute depuis le règne de Louis XV à la paroisse et non plus au curé ou au décimateur, occasionna une dépense importante et le mécontentement des villageois.
En 1940, les équipes de la NRF des Éditions Gallimard ont séjourné dans la maison de Jeanne Gallimard, « Terpsichore » à Bacilly.

## Politique et administration
| Période                                                                                  | Période      | Identité                         | Étiquette | Qualité                                                                                              |
| ---------------------------------------------------------------------------------------- | ------------ | -------------------------------- | --------- | --- |
| …1790                                                                                    | 1790…        | Louis Lemaître                   |           | |
| 1792                                                                                     | 1795         | François Charles Lemaître        |           | Officier public                                                                                      |
| 1795                                                                                     | 1798         | René Ursin Le Chault La Coquerie |           | Agent municipal                                                                                      |
| 1798                                                                                     | 1800         | François Le Vavasseur            |           | Agent municipal maire provisoire                                                                     |
| 1800                                                                                     | 1816         | François Charles Lemaître        |           | Géomètre                                                                                             |
| 1817                                                                                     | 1818         | Guillaume Dupont                 |           | |
| 1818                                                                                     | 1819         | Charles Doynel de Quincey        |           | Comte                                                                                                |
| 1819                                                                                     | 1821         | Louis Dupont                     |           | |
| 1821                                                                                     | 1831         | François Charles Lemaître        |           | |
| 1831                                                                                     | 1846         | Jean-François Lemaître-Frommeray |           | |
| 1846                                                                                     | 1861         | Auguste Bréhier                  |           | |
| 1862                                                                                     | 1862         | César Pôtel                      |           | Adjoint fait fonction de maire                                                                       |
| 1862                                                                                     | 1874         | Eugène Jean Dupont               |           | |
| 1874                                                                                     | 1900         | Isidore Julien Chauvin           |           | |
| 1900                                                                                     | 1903         | Adolphe Gautier                  |           | |
| 1903                                                                                     | 1908         | Yves Droüet de Montgermont       |           | |
| 1908                                                                                     | 1915         | Ernest Liot                      |           | |
| 1915                                                                                     | 1918         | François Renault                 |           | Faisant fonction                                                                                     |
| 1919                                                                                     | 1932         | Ernest Liot                      |           | |
| 1932                                                                                     | 1977         | Jean Droüet de Montgermont       |           | Agriculteur, châtelain de Chantore Conseiller général du canton de Sartilly (1937-1940 et 1945-1976) |
| 1978                                                                                     | 1986         | Louis Rollo                      |           | |
| 1986                                                                                     | 2001         | Gérard Levavasseur Parti=        |           | |
| mars 2001                                                                                | mars 2014    | Jean-Pierre Debon                | SE        | Enseignant, maire honoraire                                                                          |
| mars 2014                                                                                | janvier 2016 | Adolphe Baugé                    | SE        | Cadre administratif et financier                                                                     |
| avril 2016                                                                               | mai 2020     | Jean-Pierre Maincent             | SE        | Retraité du secteur bancaire                                                                         |
| mai 2020                                                                                 | En cours     | Éric Quinton                     | SE        | Exploitant agricole                                                                                  |
| Une partie des données est issue d'une liste établie par Jean Pouëssel et Gérard Menard. |              |                                  |           | |

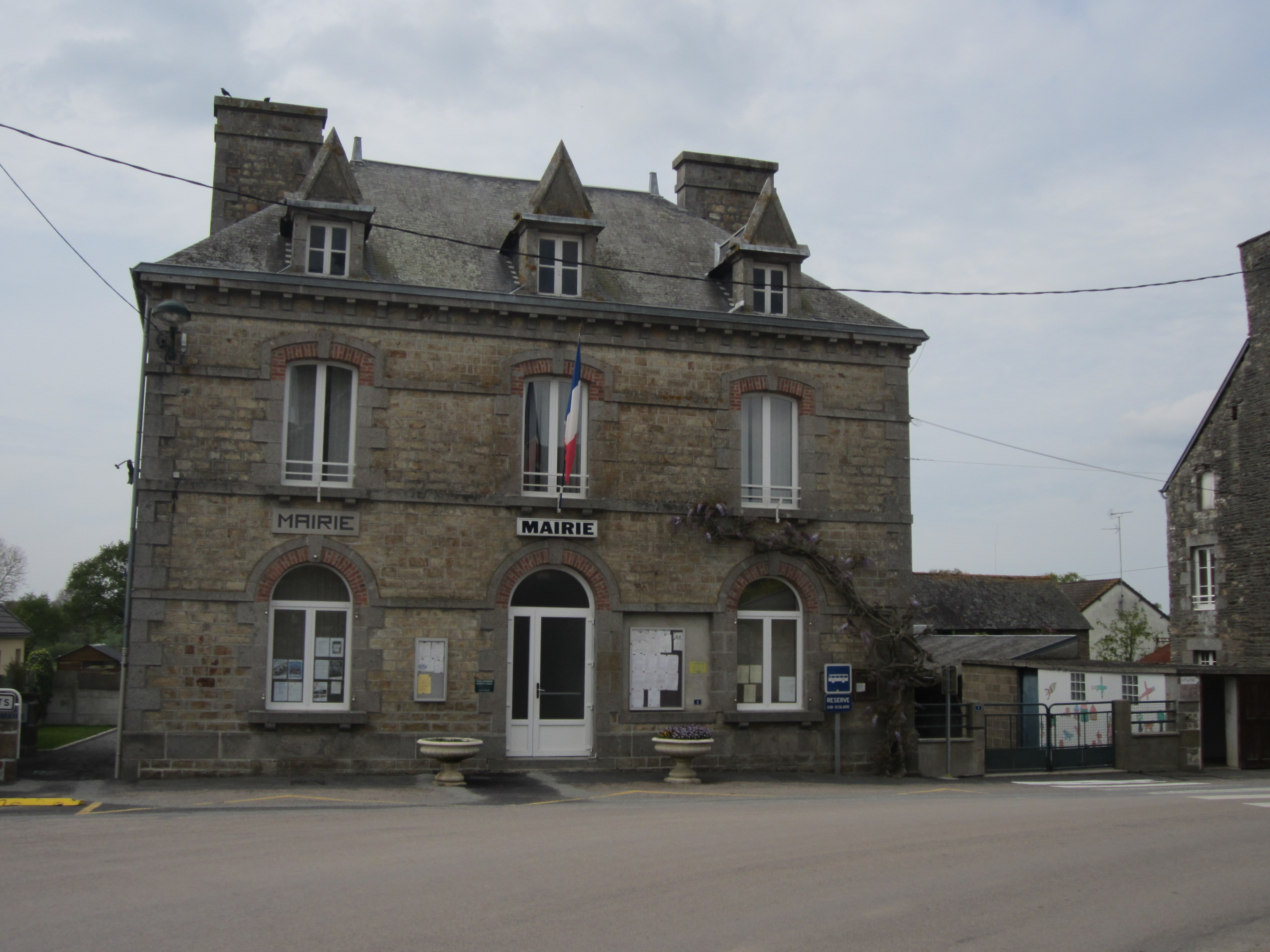
La mairie.

Le conseil municipal est composé de quinze membres dont le maire et quatre adjoints.

## Démographie
L'évolution du nombre d'habitants est connue à travers les recensements de la population effectués dans la commune depuis 1793. Pour les communes de moins de 10 000 habitants, une enquête de recensement portant sur toute la population est réalisée tous les cinq ans, les populations de référence des années intermédiaires étant quant à elles estimées par interpolation ou extrapolation. Pour la commune, le premier recensement exhaustif entrant dans le cadre du nouveau dispositif a été réalisé en 2007.
En 2022, la commune comptait 935 habitants, en évolution de +0,32 % par rapport à 2016 (Manche : −0,31 %, France hors Mayotte : +2,11 %).
Bacilly a compté jusqu'à 1 676 habitants en 1806.
| 1793  | 1800  | 1806  | 1821  | 1831  | 1836  | 1841  | 1846  | 1851  |
| ----- | ----- | ----- | ----- | ----- | ----- | ----- | ----- | ----- |
| 1 576 | 1 501 | 1 676 | 1 613 | 1 623 | 1 517 | 1 540 | 1 545 | 1 411 |

| 1856  | 1861  | 1866  | 1872  | 1876  | 1881  | 1886  | 1891  | 1896 |
| ----- | ----- | ----- | ----- | ----- | ----- | ----- | ----- | ---- |
| 1 344 | 1 338 | 1 305 | 1 297 | 1 155 | 1 101 | 1 053 | 1 011 | 903  |

| 1901 | 1906 | 1911 | 1921 | 1926 | 1931 | 1936 | 1946 | 1954 |
| ---- | ---- | ---- | ---- | ---- | ---- | ---- | ---- | ---- |
| 905  | 896  | 880  | 845  | 862  | 844  | 854  | 855  | 843  |

| 1962 | 1968 | 1975 | 1982 | 1990 | 1999 | 2006 | 2007 | 2012 |
| ---- | ---- | ---- | ---- | ---- | ---- | ---- | ---- | ---- |
| 821  | 781  | 691  | 673  | 644  | 670  | 771  | 785  | 900  |

| 2017 | 2022 | - | - | - | - | - | - | - |
| ---- | ---- | - | - | - | - | - | - | - |
| 935  | 935  | - | - | - | - | - | - | - |

## Lieux et monuments

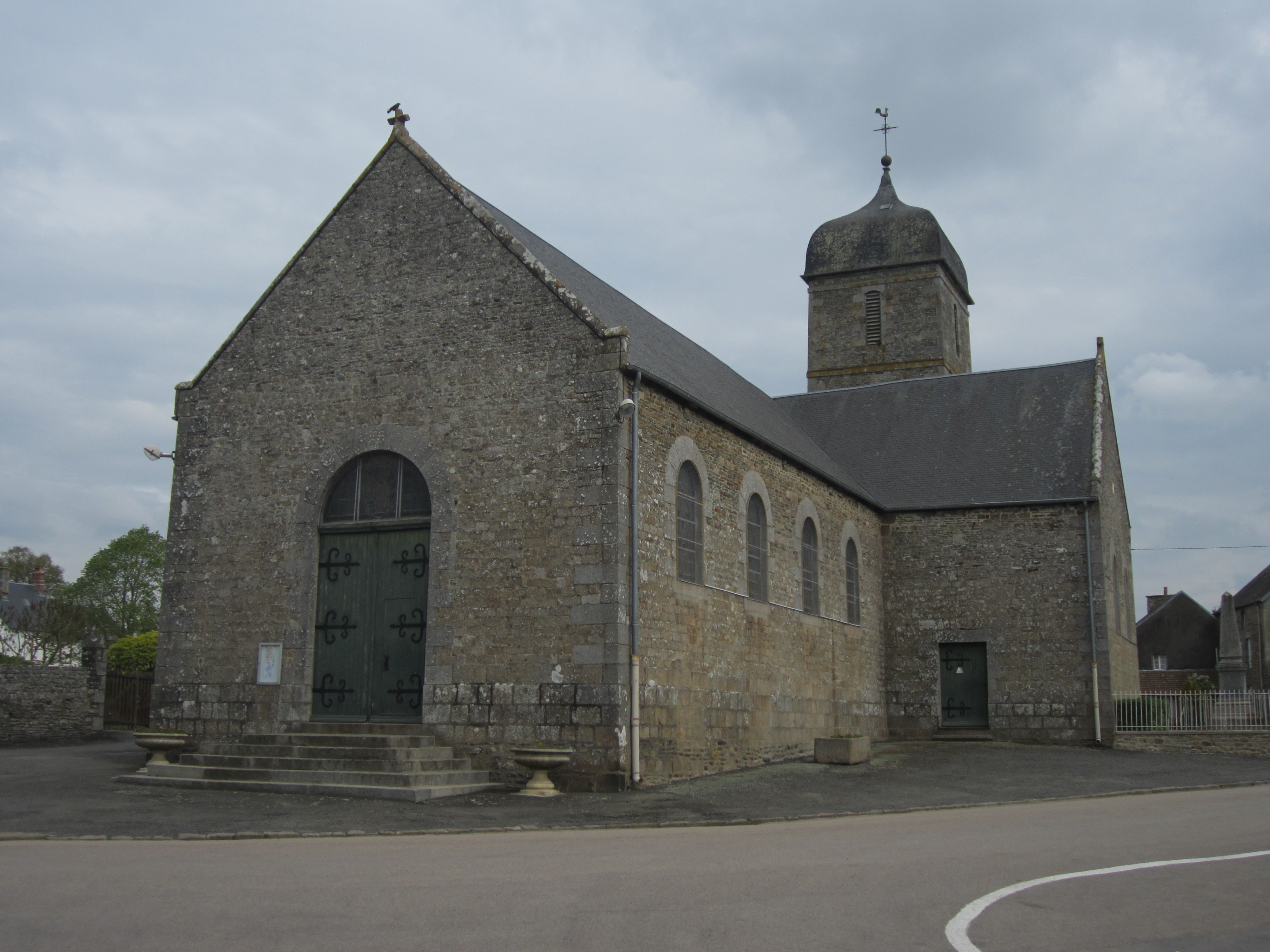
L'église Saint-Étienne.

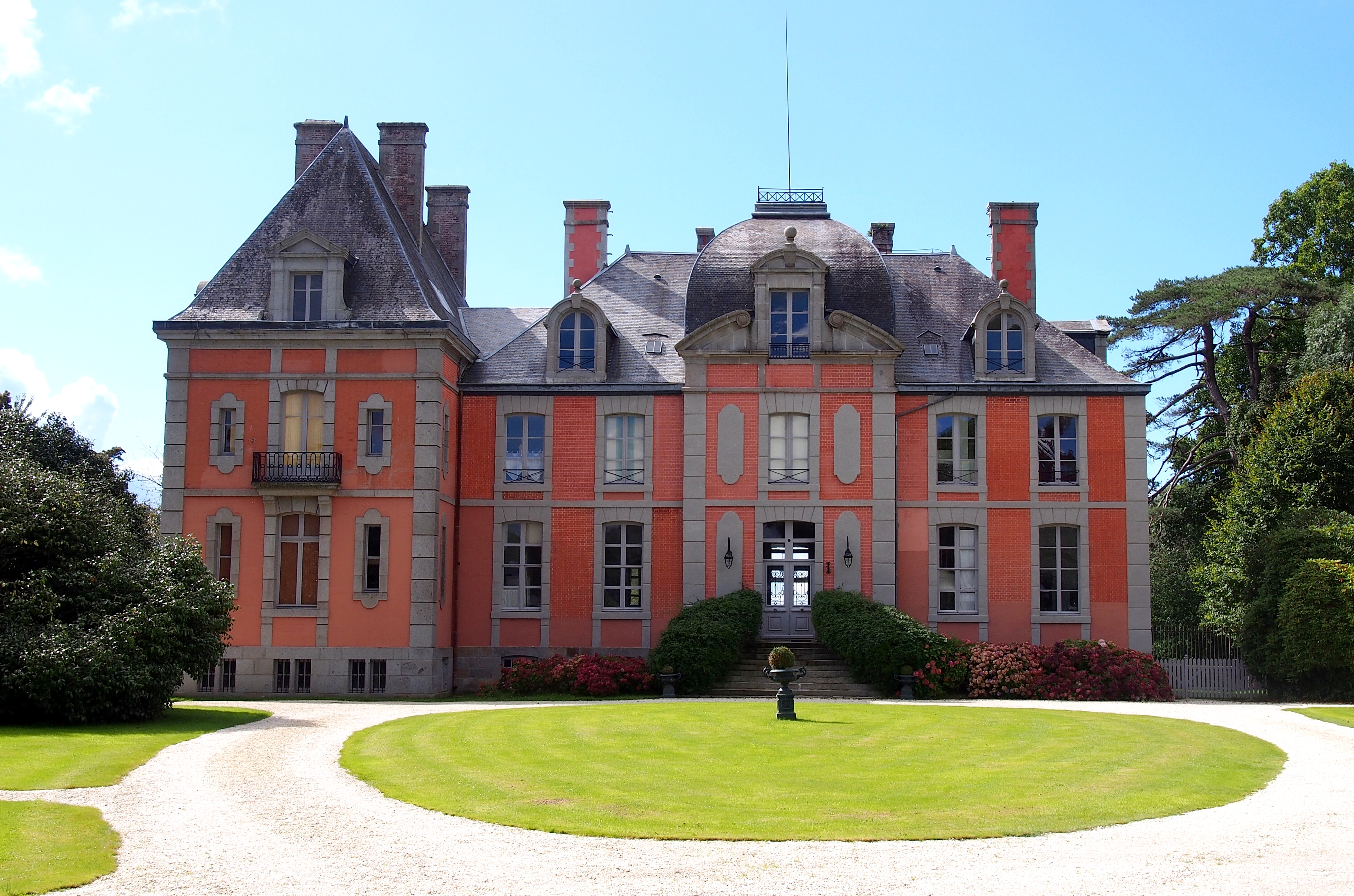
Le château de Chantore.

- Église Saint-Étienne des XIVe – XIXe siècles, consacrée en 1283 par l'évêque Raoul de Thieuville, qui était aussi seigneur de Chantore. L'église s'effondra en 1816 et fut reconstruite. Le droit de présenter à la cure était alternatif entre l'évêque et l'abbaye du Mont-Saint-Michel. Ce bénéfice était un des plus lucratifs des cures rurales, le curé ayant la plupart des dîmes. Cette église dépend aujourd'hui de la paroisse Saint-Auguste-Chapdeleine du doyenné du Pays de Granville-Villedieu[40].

L'édifice abrite une statue de saint Eutrope du XIVe siècle classée au titre objet aux monuments historiques. Sont également conservés un maître-autel et autels latéraux du XIXe siècle, une statue de sainte Madeleine du XVIe siècle, trois tableaux des XIXe – XXe siècles dont la lapidation de saint Étienne, et une verrière du XIXe siècle de Mazuet. Édouard Le Héricher la qualifiait de « mosquée turque au dehors et de temple protestant au dedans ».
- Domaine de Chantore des XVIIIe – XIXe siècles, inscrit aux monuments historiques en septembre 2021 comme témoin d'une architecture de style néo-Louis XIII. Il fut notamment la possession de Auguste-François Angot (1763-1841), député libéral en 1827 réélu en 1831[27].
- La Rousselière du XIXe siècle.
- Maisons aux linteaux datés dont une de 1804.
- Croix de cimetière du XVIIe siècle et croix de chemin du grand Champillon, de la Croix « rouge » car peinte en 1912 en rouge par la famille du colonel Malet[27], de Saint-Gratien et Tremay des XVIIe – XVIIIe siècles.

## Personnalités liées à la commune
- Fulgence Girard, écrivain, journaliste et historien, mort à Bacilly en 1873.
- Louis Sauvé (1934 à Bacilly - 2024), jockey et driver.
- Joël Hallais, jockey et driver, né à Bacilly en 1947.
- Jean-Claude Hallais, jockey et driver, né à Bacilly en 1948.